# استانیسواف لوت
استانیسواف لوت (لهستانی: Stanisław Loth؛ ‏۲۱ ژانویه ۱۹۲۹) فیلم‌بردار لهستانی، کارگردان فیلم و خالق تکنیک‌های مدرن فیلم‌برداری است. 
استانیسواف لوت در سال ۱۹۵۴ از دپارتمان فیلم‌برداری مدرسه ملی فیلم ووچ فارغ‌التحصیل شد. وی در دهه ۱۹۸۰ به ایالات متحده آمریکا مهاجرت کرد و مشاور استیون اسپیلبرگ و همچنین اپراتور دوربین‌های سه بعدی بود. او دارنده چهار اختراع برای تکنیک‌های فیلم‌برداری مدرن است.

## گزیدهٔ فیلم‌شناسی
- روزها و شب‌ها (۱۹۷۵)
- سفری برای یک لبخند (۱۹۷۲)
- مروارید دیهیم (۱۹۷۲)